# Pseudoeurycea cochranae
Pseudoeurycea cochranae é uma espécie de salamandra da família Plethodontidae.
É endémica do México.
Os seus habitats naturais são: regiões subtropicais ou tropicais húmidas de alta altitude, plantações  e jardins rurais.
Está ameaçada por perda de habitat.